# Кетумбайне
Вулканът Кетумбайне (Китумбайне) (Ketumbeine, Kitumbeine) се намира във високопланинските кратерни земи, заемащи територии по протежение на попадащата в Танзания част от Източноафриканската рифтова долина. Това е зона, в която се срещат Африканската и Сомалийската континентални плочи. Тяхното бавно раздалечаване е довело до формирането на огромен разлом и поредица от планински и вулканични образувания. Голяма част от тези структури са създадени при масивно подземно повишаване на налягането по време на формирането на разлома.

## Параметри
Кетумбайне е разлят, почти кръгъл щитовиден вулкан, разположен в регион Аруша, окръг Мондули, в непосредствена близост до вулкана Гелай. На върха му има три полуразрушени неголеми кратера. През горната част на щита и по склоновете му минава пояс от паразитни кратери и конуси от шлака. Вулканът се издига на 2658 m надморска височина и на 1800 m над околните територии. Диаметърът в основата му е 26 km. Размерите на главния му кратер са 3 х 2 km. За последен път е изригнал през плиоцена. Вулканът, заедно с територията около него е обявен за горски резерват.

## Геология
От върха на вулкана радиално на юг се спускат широки пукнатини. Вулканският щит е обграден от всички страни с по-млади разломи. Съставен е основно от алкални скали – оливин, базалт и трахит. Долните части на склоновете му се състоят главно от слабо скосени базалтови разливи, а в зоната около върха се наблюдават ясно изразени следи от лава с по-голям вискозитет. При кратера му се забелязват слабо оголени скални пластове. В по-ниските части са пръснати малки конусовидни хълмове, а склоновете му са набраздени от пукнатини. Тази част на вулкана е изградена главно от андезит, а зоната около върха – от трахиандезит и трахит. Базалтът по долните югоизточни склонове съдържа зърнест флогопит, запълнил дребни скални кухини. Малкият, по-късно образуван паразитен конус Лолгурдолгония в ниските западни склонове е изграден от нефелин.

## Население
В радиус от 8 km от върха на вулкана живеят около 4000 масаи, занимаващи се със скотовъдство. Половината от тях са християни и затова през 2005 година на височина от 1220 m на склона на Кетумбайне се изгражда малка църква.

## Любопитно
На името на вулкана е кръстена вид жаба, широко разпространена в околността – Strongylopus kitumbeine